# Hymn Jemenu
Zjednoczona Republika (arab. الجمهورية المتحدة, trb. al-Jumhūrīyah al-Muttaḥidâh) – narodowy hymn Jemenu od momentu zjednoczenia kraju w 1990 roku. Słowa napisał Abdullah Abdul Wahhab Nauman, a muzykę skomponował Ajjub Tarisz Absi.

## Transkrypcja tekstu
Raddidi Ayyatuha 'D-dunya Nashidi
  
Raddidihi Wa a'idi Wa aidi
  
Wa 'Dhkuri Fi Farhati Kulla Shahidi
  
Wa 'Mnahihi Hullalan Min Daw'i Idi

Raddidi Ayyatuha 'D-dunya Nashidi

Raddidi Ayyatuha 'D-dunya Nashidi

Ya Biladi, Nahnu Abna'u Wa Ahfadu Rijalik

Sawfa Nahmi Kulla Ma Bayna Yadayna Min Jalalik

Wa Sayabqa Khalida 'D-daw'i 'Ala Kulli 'El-masalik

Kullu Sakhrin Fi Jibalik, Kullu Dharrati Rimalik

Kullu Anda'i Dilalik, Milkuna

Innaha Milku Amanina 'L-kabirah, Haqqana

Ja'a Min Amjadi Madiki 'L-muthirah

Raddidi Ayyatuha 'D-dunya Nashidi

Raddidi Ayyatuha 'D-dunya Nashidi

Wahdati, Wahdati, Ya Nashidan Ra'i'an Yamla'u Nafsi

Anti Ahdun 'Aliqun Fi Kulli Dhimmah

Rayati, Rayati, Ya Nasijan Hiktahu Min Kulli Shamsi

Ukhludi Khafiqatan Fi Kulli Qimmah

Ummati, Ummati, Imnahini 'L-ba'sa Ya Masdari Ba'si

Wa 'Dhkhurini Laki Ya Akrama Ummah

'Ishtu Imani Wa Hubbi Sarmadiyya

Wa Masiri Fawqa Darbi 'Arabiyya

'Ishtu Imani Wa Hubbi Sarmadiyya

Wa Masiri Fawqa Darbi 'Arabiyya

Wa Sayabqa Nabdu Qalbi Yamaniyya
 
Lan Tara 'D-dunya Ala Ardi Wasiyya.

Raddidi Ayyatuha 'D-dunya Nashidi
  
Raddidihi Wa a'idi Wa aidi
  
Wa 'Dhkuri Fi Farhati Kulla Shahidi
  
Wa 'Mnahihi Hullalan Min Daw'i Idi

Raddidi Ayyatuha 'D-dunya Nashidi

Raddidi Ayyatuha 'D-dunya Nashidi